# ۲۷ صفر
۲۷ صفر، بیست و هفتمین روز از ماه صفر در تقویم هجری قمری است.
در تقویم هجری قمری قراردادی این روز پنجاه و هفتمین روز سال است.

## درگذشتگان
- ۱۴۴۱ - سید جعفر مرتضی عاملی،‌ مجتهد و عالم روحانی شیعی لبنانی